# 合金管工程

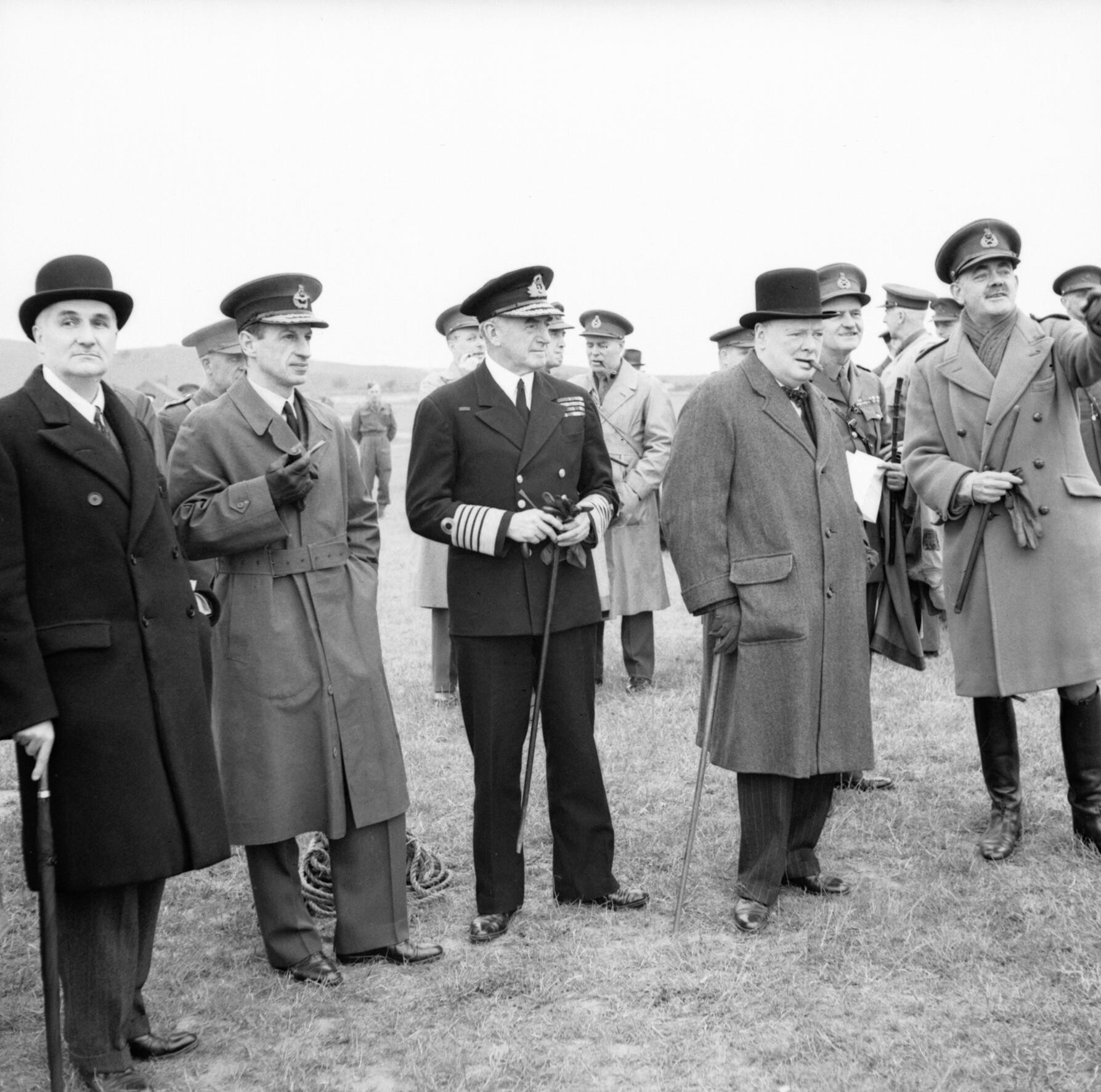
1941年6月，彻韦尔子爵、首相的科學顧問、空軍元帥查爾斯·波特爾子爵、海軍上將達德利·龐德爵士和溫斯頓·邱吉爾。

合金管工程（英語：Tube Alloys）是英國政府與加拿大政府在第二次世界大戰期間研發與製造原子彈的一項大型軍事工程計劃代號。合金管工程與曼哈頓計劃於1942年開始。在第二次世界大戰結束後，合金管工程是指元素钚，直到它使用於長崎原子彈之前都是機密。
英國和加拿大的合金管工程是第一個核子武器研究，但是由于资源紧缺，在1943年8月魁北克协定签署后，被納入美國為首的曼哈頓計劃。儘管英國與美國達成協議，曼哈頓計劃的細節並沒有完全向英國提供。蘇聯則透過間諜克勞斯·富赫斯等人，獲得有價值的資訊，科學數據和研究資料，研發出原子彈與氫彈。促使英國重新推出自己的計畫以追趕蘇聯和美國。
英國在1952年，首次進行颶風行動。1958年，兩個階段熱核（裂變-聚變）炸彈試爆成功後，英國和美國簽署協議，英國恢復與美國合作。

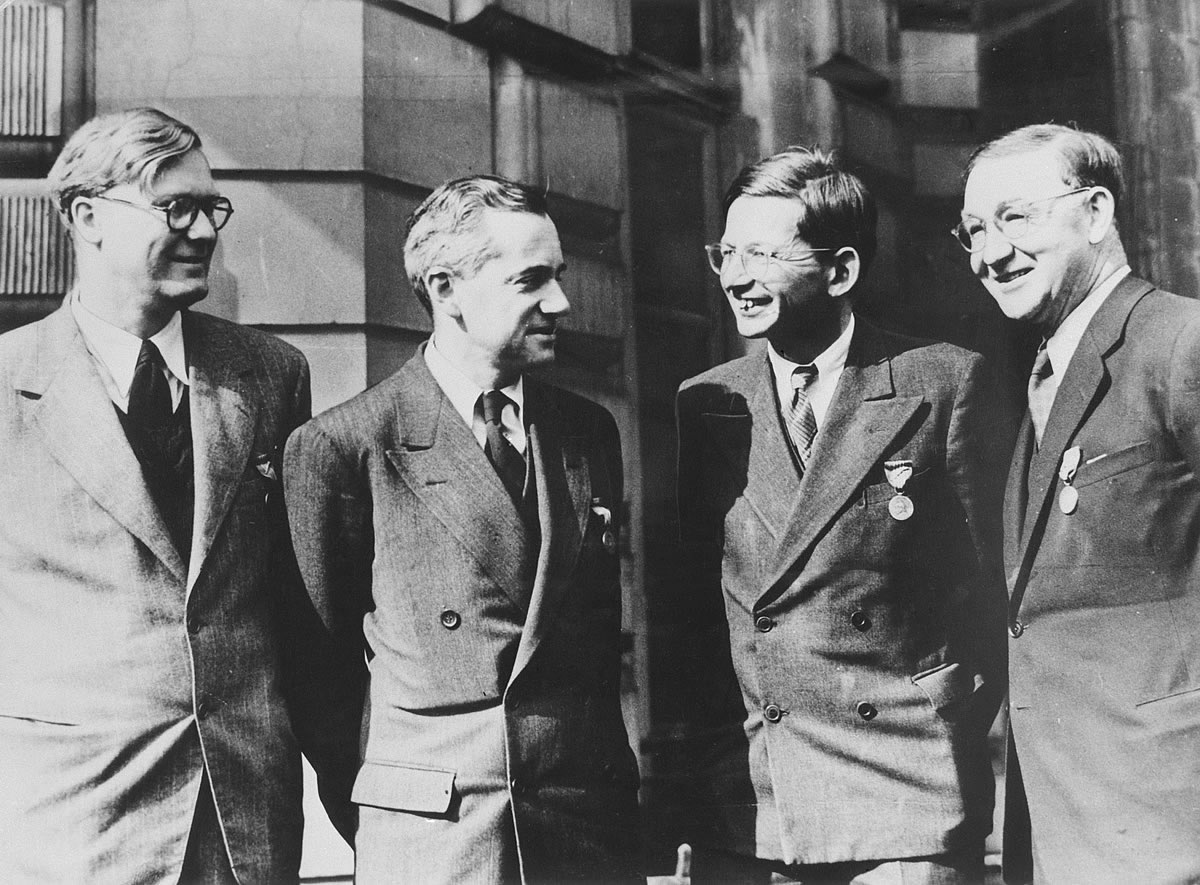
英國的核心物理學家。由左至右：威廉·彭尼、奧托·弗里施、魯道夫·佩爾斯和約翰·考克饒夫。他們佩戴着總統自由勳章。